# Głębczański
Die Głębczański ist ein Quellbach der Biała Wisełka, die wiederum einer der Quellflüsse der Weichsel in den Schlesischen Beskiden ist. Er ist ca. 2,9 km lang. Der Fluss entspringt an den südwestlichen Hängen der Barania Góra. Er durchfließt den Ortsteil Czarny von Wisła, wo er sich mit dem Roztoczny zur Biała Wisełka unweit der Brücke Barani Most vereint. Er den Charakter eines Gebirgsflusses.